# 二八商法
二八商法（にっぱちしょうほう）は、悪徳商法のひとつ。「新規上場株を優先的に斡旋する」「確実に儲かる株がある」などという甘い言葉で巧みに誘い、「株購入資金の2割を出資すれば、8割は低金利で融資する」といううたい文句で出資を募る。そのようにして金を集め、実際には株取引は行わず、出資金をだまし取るという手口である。1980年代に被害が拡大したが、バブル崩壊などにより沈静化。しかし最近の株ブームの再燃に伴って被害が増加している。

## 主な事件
- アオイリサーチ事件 - 1984年、投資顧問グループ「アオイリサーチオフィス」が1200人から35億円をだまし取ったとして、警視庁に検挙された
- 投資ジャーナル事件 - 1985年、「投資ジャーナル」が「保証金の10倍まで株の資金を融資する」として金を集めた事件。戦後最大の詐欺事件として注目を集めた
- 日新テック事件 - 2003年、豊田商事の元幹部らが、230人から約5億円を騙し取ったとして検挙された
- 日商ファンド事件 - 2004年、5人から3200万円を騙し取った。この事件では、摘発を逃れるために警察官に賄賂が渡っていたことが問題となった